# 동남아시아 경기 대회

동남아시아 경기 대회(영어: Southeast Asian Games, SEA 게임)는 동남아시아 11개국이 참가하는 종합 스포츠 대회로, 동남아시아 경기 대회 연맹이 주관하며, 국제 올림픽 위원회와 아시아 올림픽 평의회가 감독한다. 뚜렷한 겨울이 없는 열대국가만 참가하기에 동계 대회는 열지 않는다.(동계 종목도 같이 열린다. 피겨 쇼트트랙 경기도 열림)

## 역사
동남아시아 경기 대회의 효시는 동남아시아 반도 경기 대회(South East Asian Peninsula Games)로, 1958년 5월 22일 도쿄 아시안 게임에서 동남아시아를 위한 스포츠 기구가 처음 논의되었으며 타이 올림픽 위원회가 이를 개념화하였다. 창립 회원국은 인도차이나반도 지역 국가인 베트남, 라오스, 말레이시아, 미얀마, 태국, 캄보디아 등 총 6개 국가였다. 6개 국가 모두 격년 개최에 대해 동의하였으며, 1959년 태국의 수도 방콕에서 제1회 동남아시아 반도 경기 대회가 열리게 되었다. 초대 대회는 1959년 12월 17일부터 19일까지 열렸고 싱가포르를 포함하여 총 7개 국가에서 온 529명보다 많은 선수들이 참여했다. 인도차이나반도 국가 이외에 다른 동남아시아 국가들이 참여하기 시작하면서 1975년 동남아시아 반도 경기 대회 폐막 이후 대회 명칭이 동남아시아 경기 대회로 변경되어 현재까지 이르고 있다.

## 참가 국가
- 말레이시아
- 인도네시아
- 태국
- 베트남
- 싱가포르
- 필리핀
- 캄보디아
- 라오스
- 미얀마
- 브루나이
- 동티모르

## 개최지
|        | 동남아시아 경기 대회 | 동남아시아 경기 대회 | 동남아시아 경기 대회 |
| 연도   | 회                   | 개최 도시            | 개최국               |
| ------ | -------------------- | -------------------- | -------------------- |
| 1959년 | 1                    | 방콕                 | 태국                 |
| 1961년 | 2                    | 양곤                 | 버마                 |
| 1965년 | 3                    | 쿠알라룸푸르         | 말레이시아           |
| 1967년 | 4                    | 방콕                 | 태국                 |
| 1969년 | 5                    | 양곤                 | 버마                 |
| 1971년 | 6                    | 쿠알라룸푸르         | 말레이시아           |
| 1973년 | 7                    | 싱가포르             | 싱가포르             |
| 1975년 | 8                    | 방콕                 | 태국                 |
| 1977년 | 9                    | 쿠알라룸푸르         | 말레이시아           |
| 1979년 | 10                   | 자카르타             | 인도네시아           |
| 1981년 | 11                   | 마닐라               | 필리핀               |
| 1983년 | 12                   | 싱가포르             | 싱가포르             |
| 1985년 | 13                   | 방콕                 | 태국                 |
| 1987년 | 14                   | 자카르타             | 인도네시아           |
| 1989년 | 15                   | 쿠알라룸푸르         | 말레이시아           |
| 1991년 | 16                   | 마닐라               | 필리핀               |
| 1993년 | 17                   | 싱가포르             | 싱가포르             |
| 1995년 | 18                   | 치앙마이             | 태국                 |
| 1997년 | 19                   | 자카르타             | 인도네시아           |
| 1999년 | 20                   | 반다르스리브가완     | 브루나이             |
| 2001년 | 21                   | 쿠알라룸푸르         | 말레이시아           |
| 2003년 | 22                   | 하노이               | 베트남               |
| 2005년 | 23                   | 마닐라               | 필리핀               |
| 2007년 | 24                   | 나콘랏차시마         | 태국                 |
| 2009년 | 25                   | 비엔티안             | 라오스               |
| 2011년 | 26                   | 자카르타, 팔렘방     | 인도네시아           |
| 2013년 | 27                   | 네피도               | 미얀마               |
| 2015년 | 28                   | 싱가포르             | 싱가포르             |
| 2017년 | 29                   | 쿠알라룸푸르         | 말레이시아           |
| 2019년 | 30                   | 마닐라               | 필리핀               |
| 2021년 | 31                   | 하노이               | 베트남               |
| 2023년 | 32                   | 프놈펜               | 캄보디아             |
| 2025년 | 33                   | 방콕                 | 태국                 |
| 2027년 | 34                   | 쿠알라룸푸르         | 말레이시아           |
| 2029년 | 35                   | 싱가포르             | 싱가포르             |
| 2031년 | 36                   | 미정                 | 라오스               |
| 2033년 | 37                   | 미정                 | 필리핀               |
| 2035년 | 38                   | 미정                 | 미정                 |